# Милочкин, Николай Фёдорович
Николай Фёдорович Милочкин (20 мая 1893 — 14 мая 1979) — передовик советского сельского хозяйства, старший агроном Восточинской МТС Минусинского района Красноярского края, Герой Социалистического Труда (1948).

## Биография
Родился в 1893 году на территории современной Башкирии в Уфимской губернии в русской семье. После окончания обучения в двух классах реального училища окончил среднюю сельскохозяйственную школу и курсы медицинских фельдшеров. С 1915 года проходил службу в царской армии, а после Октябрьской революции продолжил службу в Красной армии.
В 1924 году вернулся к мирному труду. Поочерёдно работал агрономом Ермаковского и Моторского совхозов, а также Минусинского треста совхозов. С началом Великой Отечественной войны был мобилизован в Красную армию. Дважды сибирским военным округом освобождался для проведения сельскохозяйственных работ в Омской области и Красноярском крае.
После демобилизации в 1946 году стал работать агрономом Минусинского райземотдела, затем был назначен главным агрономом Восточинской машинно-тракторной станции Красноярского края. В 1947 году, по результатам работы, в обслуживаемых им колхозах был получен высокий урожай зерновых — пшеницы 20,58 центнеров с гектара на площади 611 гектаров.
За получение высоких урожаев пшеницы и ржи в 1947 году, Указом Президиума Верховного Совета СССР от 7 января 1948 года Николаю Фёдоровичу Милочкину было присвоено звание Героя Социалистического Труда с вручением ордена Ленина и золотой медали «Серп и Молот».
В дальнейшем продолжал трудовую деятельность, показывал высокие результаты в труде. Позднее стал работать агрономом Колмаковского совхоза, затем трудился в колхозе имени XXII партсъезда Минусинского района. Сумел вывести хозяйство в рентабельные.
Проживал в селе Знаменка. Умер 17 мая 1979 года. Похоронен на кладбище Бадалык в Красноярске.

## Награды
За трудовые и боевые успехи удостоен:
- золотая звезда «Серп и Молот» (07.01.1948),
- два ордена Ленина (07.01.1948, 01.06.1949),
- другие медали.